# Josh Helman
Josh Helman (Adelaide, Australia, 22 de febrero de 1986) es un actor australiano.

## Biografía
Helman inició su carrera en 2007, cuando participó en la serie Home and Away, en la que interpretó a Denni Maitland durante 5 episodios. Ese mismo año, participó en la comedia romántica All My Friends Are Leaving Brisbane, junto a Charlotte Gregg y Matt Zeremes.
En 2009 participó en un episodio de McLeod's Daughters, y al año siguiente tuvo un papel en el drama Animal Kingdom, a lado de Guy Pearce, Ben Mendelsohn y Joel Edgerton.
Desde 2010 interpreta el papel de Lew "Chuckler" Juergens en la serie The Pacific, serie producida por Tom Hanks y Steven Spielberg, secuela de Band of Brothers.
Interpretó en la película de Bryan Singer X-Men: primera generación el papel de William Stryker como villano menor. 
En 2015, trabajó en la película Mad Max: Fury Road, de George Miller, y en 2016 repitió como William Stryker para la película de Bryan Singer; X-Men: Apocalipsis.

## Filmografía
- Furiosa: de la saga Mad Max - Scrotus - (2024)
- Trece vidas - Comandante Hodges - (2022)
- Small Engine Repair - Anthony Romanowski - (2021)
- Monster Hunter - Steeler - (2020)
- Feast of the Seven Fishes - Juke - (2019)
- Undertow - Brett - (2018)
- My name is Lenny - Lenny Mclean - (2017)
- X-Men: Apocalipsis - William Stryker - (2016)
- Flesh and Bone - Bryan (2015)
- Mad Max: Fury Road - Slit (2015)
- X-Men: días del futuro pasado - William Stryker (2014)
- Blinder - Morts
- Jack Reacher - Jeb (2012)
- The Pacific - Lew 'Chuckler' Juergens [(Varios episodios) - 2010)
- Animal Kingdom - Peter Simons (2010)
- McLeod's Daughters - Xander adulto (2009)
- Aidan's View - El intruso (2009)
- All My Friends Are Leaving Brisbane - Invitado de la boda (2007)
- Home and Away - Denni Maitland [(Varios episodios) - 2007]